# Plymouth, Michigan
Plymouth är en ort i Wayne County i delstaten Michigan, USA. Orten omges av kommunen Plymouth Township, men är inte en del av den kommunen.